# 放課後ミッドナイターズ
『放課後ミッドナイターズ』（ほうかごミッドナイターズ）は、竹清仁監督による2012年8月25日公開の日本の長編アニメーション映画である。

## 概要
竹清仁が2007年に製作した短編アニメ『放課後ミッドナイト』をベースにした長編ファンタジーアニメ。夜な夜な動き出す理科室の人体模型を主人公に、真夜中の学校で巻き起こる一夜の大騒動を描く。完成前のパイロット版を見た一部の映画関係者の間で話題となり、アジア5つの国と地域での公開が決定した。2012年8月9日には、主題歌を担当するねごとと、人体模型の全身スーツを着用した40人の宣伝部員がゲリラキャンペーンとして、池袋、新宿、渋谷を練り歩いた。
海外でも評価され、シッチェス・カタロニア国際映画祭で特別招待作品として上映され、カナダ・モントリオールで開催されるファンタジア国際映画祭ではSpecial Mention賞を受賞している。
公開直後に続編の制作が発表されたが、頓挫している。

## ストーリー
聖クレア小学校の学校見学会。立入禁止区域に迷い込んだ幼稚園児マコ、ミーコ、ムツコ（通称マ・ミ・ム）は、取り壊し寸前の理科室でガラスケースに陳列された人体模型（キュンストレーキ）を発見し、「気持ち悪いはだかんぼさんをかわいくしてあげよう」と飾りたてる。日中は身動きが取れないキュンストレーキの怒りは真夜中に爆発。相棒である骨格標本のゴスも巻き込んで一大復讐計画を立てる。一方、ゴスは明日の工事で理科室が取り壊されると同時に、自分たちも廃棄処分されることを恐れていた。阻止するために一計を案じねばと言うゴスの言葉を無視し、復讐計画を進めるキュンストレーキ。やがて、ゴスは理科室と自分たちを守るため、天真爛漫で冒険心豊かなマ・ミ・ムの三人に“何でも願いを叶えてくれる伝説のメダイ”を集めさせようと考える。メダイの試練に臨むマ・ミ・ム、復讐のためにそれを追うキュンストレーキ、次々と現れるのは「ミッドナイターズ」と呼ばれる夜の学校の住人たち、さらには都市伝説に語られる魔王シャブリも現れ、三人のこどもと人体模型と骨格標本による一夜の大冒険が始まった。

## 登場人物
キュンストレーキ
声 - 山寺宏一
聖クレア小学校の理科室の住人で人体模型。身体中にはマ・ミ・ムの三人にされたもの以外にも、当時の在校生によってされたたくさんのラクガキがある。永らく理科室にいたため科学知識を得ており、自分の体のパーツを改造したりタイムマシンを作ったりなど天才的な発明家としての顔を持っている。性格は直情的でキレやすく、子供たちへの悪態もあるが根は明るいお調子者。怖がりでもあり、UFOやお化けなど見たことのないオカルトの類は非科学的という理由で苦手としている。実はミッドナイターズの一人なのだが、40年前の出来事をきっかけに他のミッドナイターズからは裏切り者呼ばわりされている。
ゴス
声 - 田口浩正
博多弁で喋る骨格標本。キュンストレーキの助手で彼を「キュン様」と呼んで慕っている。顔には大きなヒビが入っており、特に鼻の下のヒビは口髭に見えるため、キュンストレーキからはその形から「うさんくさい」と言われている。

### マ・ミ・ム
仲良し女の子三人組。全員5歳。見学会後、キュンストレーキが出した「放課後ミッドナイトパーティ」の招待状を受け取り夜の校舎にやって来る。キュンストレーキを怖がらなかった様からゴスに見出され、伝説にある“三つ揃うと願いを叶えてくれるメダイ（メダル）”を集めるメダイツアーに挑戦する。
マコ
声 - 戸松遥
元気いっぱいの女の子。目に付いた物にはまず興味を持ち、真っ先に飛び込む好奇心旺盛な性格。お喋りが好きだが内容は支離滅裂で理解は難しい。
ミーコ
声 - 雨蘭咲木子
セレブのこどもでオシャレな物を好む女の子。見栄っ張りな皮肉屋でキュンストレーキやゴスにも遠慮なくキツイ言葉を浴びせる。3人の中で唯一虫が苦手。
ムツコ
声 - 寿美菜子
虫が好きな女の子。それ以外にもキュンストレーキをカッコいいと言ったりシュールだったり不気味な物を好んでいる。口数は少なく大人しいが興味ある物には積極的。好きな物を収集するための瓶を携帯している。

### ミッドナイターズ
メダイツアーに臨む人間たちに試練を与える夜の学校の住人たち。
ピニア
声 - 小杉十郎太
プールに住む半魚人。緑色の鱗で覆われた恰好をしているが、実はスイムスーツを着ているだけで本来は青い肌にヒレと水かきを備えた、人に近い姿をしている。女口調で喋る。
ペンギン
ピニアとそっくりの顔をしたペンギンの集団。ピニアの配下で仕事は適格。
リュミエール&ダンケルハイト
声 - 谷育子
デジタルルームを牛耳る老婆の姿をした魔人の姉妹。デジタルの賢者を自称し、教養の感じられない者には厳しい態度をとる。コンピュータのネットワークを利用してあらゆる知識を得ており、知らないものはないと語る。デジタルルームにあるパソコンには常に「Be Quiet!（お静かに!）」と表示されているが、これは彼女らが元は図書館の主であったからである。
バッハ
声 - 茶風林
音楽室に飾ってあるバッハの肖像画ポスターで、「コンポーザーズ」と呼ばれる四人組のリーダー格。コンポーザーズは霊などではなくあくまで命を持ったポスターなのだが、自分のことをモデルとなった音楽家本人だと思い込んでいる。落ち着き払った性格だがカツラであることを指摘されると落ち込む。試練ではムツコを挑戦者に選び、「新しい音楽を聴かせろ」と指示を下す。
モーツァルト
声 - 家中宏
コンポーザーズの一人でモーツァルトの肖像画。常にテンションが高い。四人の中では若く、若者言葉も使う。
ベートーベン
声 - 松本大
コンポーザーズの一人でベートーベンの肖像画。瞑想中と称して居眠りしてばかりいる。
シューベルト
声 - 郷田ほづみ
コンポーザーズの一人でシューベルトの肖像画。サングラスをかけ、シニカルな笑みを浮かべている。寡黙であまり喋らない。

### ホルマリンラビット
キュンストレーキの発明品によって命を吹き込まれたうさぎのホルマリン標本たち。3匹とも筋肉が見えるように右半身の皮が剥がされ、腹部は臓器が見えるようになっている。キュンストレーキは部下にするつもりで動かしたが忠誠心はなく、むしろ自分たちの自由のために行動し始めた。3匹ともイタリアンマフィアのように振舞い銃器も使いこなす。天敵はマ・ミ・ムの三人。
マイケル
声 - 屋良有作
毛の色は黒。2人の兄貴分。いなくなったソニーの行方をキュンストレーキが知ってると考え、キュンストレーキを追う。
フレッド
声 - 大塚芳忠
毛の色は灰色。安全の確保のためとはいえ躊躇いなく発砲するなど少々物騒な性格。
ソニー
声 - 黒田勇樹（アルバイト）
毛の色はオレンジ。一番下っ端。途中キュンストレーキの作ったタイムマシンを誤って起動させてしまい、そのままタイムスリップして行方不明になってしまう。

### その他
蝿くん
声 - 下崎紘史
ムツコが小学校の見学中に捕まえた蝿。ビンに閉じ込められ、たびたび脱出を試みている。
シャブリ
声 - 飯塚昭三
都市伝説に語られる旧校舎のバケモノ。40年間トイレに閉じ込められていた恨みからキュンストレーキや子供たちを襲う。禍々しいオーラを纏っているものの体は小さく、腐敗した食べ物を好むなど見た目も性質も蝿にそっくり。しかし触れただけで相手を吹き飛ばすなどその力は凄まじく強い。元々は学校の住人ではなく、40年前に起きた事件をきっかけに誕生した。
謎の少女
声 - 伊瀬茉莉也
回想シーンに登場する少女。40年前の在校生でメダイツアーのチャレンジ成功者。キュンストレーキが裏切り者呼ばわりされた事件やシャブリの誕生にも間接的に関わっている。
教頭先生
声 - 高島宗一郎
姿は登場せず、物語冒頭で見学会の案内放送をしている。

## スタッフ
- 監督 - 竹清仁
- プロデューサー - 伊藤耕一郎、平田武志
- エグゼクティブプロデューサー - 紀伊宗之
- アソシエイトプロデューサー - 小川寿美子、木下勢治
- 脚本 - 小森陽一、竹清仁
- CG監督 - 田中賢一郎
- 音楽 - 北里玲二
- 音響効果 - 笠松広司
- 制作 - アマゾンラテルナ、KOO-KI、モンブラン・ピクチャーズ

### 英語版スタッフ
- ADRディレクター - ラッセル・ウェイト
- ADR制作 - Red Angel Media

## 主題歌
- ねごと「Re:myend!」（Ki/oon Music）